# Atrofia muscular progresiva
La atrofia muscular progresiva es una enfermedad neurológica que produce dificultad en los movimientos de brazos, piernas y otros grupos musculares. El proceso avanza lentamente y causa incapacidad severa después de años de evolución. Fue descrita en 1850 por el médico francés François-Amilcar Aran (1817-1861), por lo que a veces se la llama atrofia muscular de Aran-Duchenne, no debe confundirse con la enfermedad de Duchenne.
Está producida por afectación selectiva de unas células del sistema nervioso llamadas motoneuronas. Por ello se encuadra dentro de las enfermedades de la motoneurona, y comparte muchas características con otros procesos como la esclerosis lateral amiotrófica.
La edad media de inicio es de 40 años. Es más frecuente en varones en una proporción 3:1.
En la atrofia muscular progresiva, se afectan exclusivamente las motoneuronas inferiores durante los primeros 3 años. Estas células se encuentran en la medula espinal, su destrucción ocasiona parálisis flácida. Con el paso del tiempo puede deteriorarse también la función de las motoneuronas superiores. 
Los primeros síntomas suelen afectar a las manos cuyos músculos se atrofian, produciéndose manos en garra. Posteriormente la afección se extiende a los antebrazos, las extremidades inferiores y los músculos respiratorios. La supervivencia oscila entre pocos años y más de 20 en algunos casos.